# Naprężenie

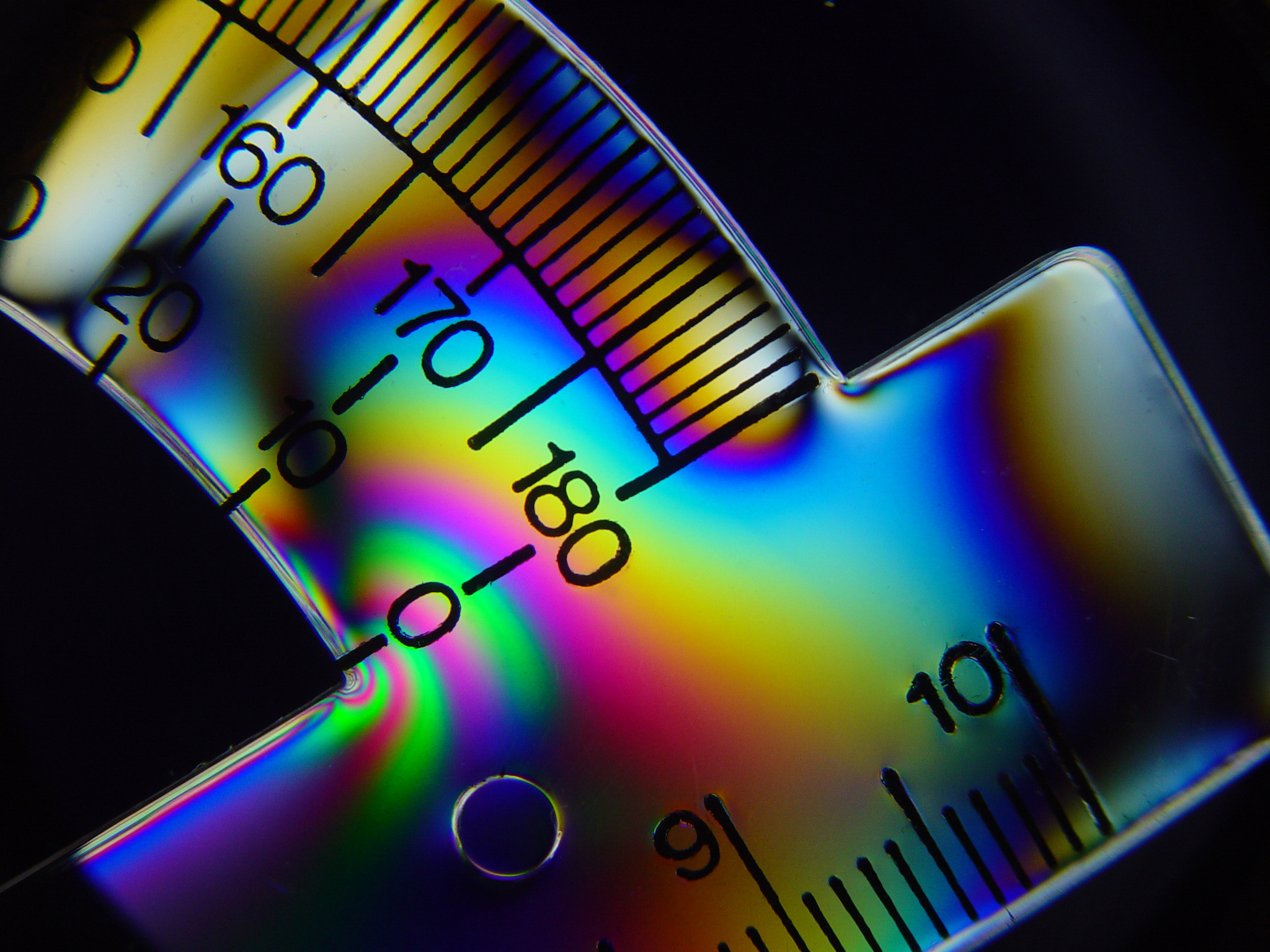
Fragment kątomierza z tworzywa sztucznego. Kolorowe wzory ilustrują rozkład naprężeń.

Naprężenie – w mechanice ośrodków ciągłych jest wielkością fizyczną wyrażającą siły wewnętrzne, jakie sąsiednie cząstki materiału ciągłego wywierają na siebie. Naprężenie reprezentuje równocześnie dwa kierunki: kierunek działania siły oraz kierunek orientacji powierzchni – nie jest więc ani skalarem ani wektorem, lecz tensorem drugiego rzędu.
W niektórych sytuacjach (np. jednoosiowy stan naprężenia) operować można jedynie na jednej bądź dwóch składowych tensora naprężenia. Składowe te można wówczas traktować w uproszczeniu jako wielkości skalarne, a ich ‘sumę geometryczną’ jako wielkość wektorową.
Naprężenie stanowi jedno z najważniejszych pojęć inżynierskich. Wyznaczanie naprężeń w poszczególnych punktach konstrukcji jest przeprowadzane w trakcie jej projektowania, gdyż naprężenia decydują o bezpieczeństwie użytkowania konstrukcji.

## Definicja
Naprężenie {\displaystyle S} w punkcie przekroju jest wielkością określoną wzorem:
{\displaystyle S_{ik}=\lim _{A_{k}\to 0}{\frac {F_{i}}{A_{k}}}}
lub w wersji różniczkowej
{\displaystyle S_{ik}={\frac {\partial F_{i}}{\partial A_{k}}}.}
Wektor naprężenia można rozłożyć na składową styczną i składową normalną (prostopadłą) do przekroju:
{\displaystyle {\vec {S}}=\sigma {\vec {n}}+\tau {\vec {t}},}
gdzie:
{\displaystyle S_{ik}} – tensor naprężeń,
{\displaystyle {\vec {s}}} – wypadkowy wektor naprężenia,
{\displaystyle F_{i}} – wypadkowy wektor elementarnych sił wewnętrznych działających na elementarną powierzchnię zorientowaną {\displaystyle A_{k},}
{\displaystyle A_{k}} – powierzchnia zorientowana, na która działa siła,
{\displaystyle \sigma } – wartość składowej normalnej (prostopadłej) do przekroju,
{\displaystyle {\vec {n}}} – wersor normalny do powierzchni,
{\displaystyle \tau } – składowa styczna, ścinająca (równoległa do przekroju),
{\displaystyle {\vec {t}}} – wersor równoległy do powierzchni.

## Jednostki
Jednostką naprężenia w układzie SI jest paskal, w skrócie Pa. W praktyce inżynierskiej stosowana jest również atmosfera techniczna (kG/cm², kG/mm²), a w Stanach Zjednoczonych funt na cal kwadratowy (pound per square inch – psi oraz kilopound per square inch – ksi). W polskim środowisku inżynierskim na 1 psi mówi się niekiedy żartobiwie ‘1 pies’.
Przeliczniki jednostek:
1 kG/cm² = 98066,5 Pa
1 psi =  6894,757 Pa
1 ksi =  6894757 Pa = 6,894757 MPa

## Kartezjański układ współrzędnych

Oznaczenia składowych stanu naprężenia.

W każdym punkcie ciała można przyjąć (zaczepić) dowolnie zorientowany, kartezjański układ współrzędnych, w którym to układzie określa się składowe stanu naprężenia w tym punkcie. Wykonując trzy przekroje prostopadłe do osi przyjętego układu, można wyznaczyć, względem tych płaszczyzn, dziewięć składowych stanu naprężenia. Są to kolejno:
{\displaystyle \sigma _{x},\;\tau _{xy},\;\tau _{xz},\;\sigma _{y},\;\tau _{yx},\;\tau _{yz},\;\sigma _{z},\;\tau _{zx},\;\tau _{zy}.}
Jeżeli zwrot wektora naprężenia normalnego skierowany jest „na zewnątrz” otoczenia punktu, naprężenie normalne przyjmuje wartość dodatnią i nazywane jest naprężeniem rozciągającym. W przeciwnym razie jest naprężeniem ściskającym.
Na przykład w przypadku „górnej” powierzchni sześcianu (patrz rysunek), czyli prostopadłej do osi {\displaystyle z} można napisać:
{\displaystyle {\vec {s}}=\sigma _{z}{\vec {k}}+\tau _{zx}{\vec {i}}+\tau _{zy}{\vec {j}}=\sigma {\vec {n}}+{\vec {\tau }},}
gdzie:
{\displaystyle {\vec {k}}={\vec {n}}} – wersor osi {\displaystyle z,} a jednocześnie wektor normalny do rozpatrywanej powierzchni;
{\displaystyle {\vec {i}},{\vec {j}}} – wersory osi odpowiednio {\displaystyle x} i {\displaystyle y.}
Składowe naprężeń stycznych spełniają następujące równości:
{\displaystyle \tau _{xy}=\tau _{yx},\;\tau _{xz}=\tau _{zx},\;\tau _{yz}=\tau _{zy}.}
W rozważanym punkcie ciała można tak zorientować układ współrzędnych, aby naprężenia styczne były równe zeru, a niezerowe pozostawały jedynie naprężenia normalne. Tak zorientowany układ współrzędnych wyznacza kierunki główne stanu naprężenia. Odpowiadające im niezerowe składowe normalne to wartości główne naprężeń lub po prostu naprężenia główne: {\displaystyle \sigma _{1}\leqslant \sigma _{2}\leqslant \sigma _{3},} przy czym {\displaystyle \sigma _{1}=\sigma _{min},\;\sigma _{3}=\sigma _{max}.}
Wyznaczanie kierunków naprężeń głównych ma zasadnicze znaczenie na przykład przy projektowaniu elementów i konstrukcji żelbetowych, przy projektowaniu których zbrojenie rozmieszcza się zgodnie z kierunkami maksymalnych naprężeń rozciągających.

## Zapis tensorowy
Naprężenie dla danej powierzchni przekroju może być opisane przez tensor naprężenia {\displaystyle \sigma } reprezentowany przez macierz zawierającą składowe stanu naprężenia, której elementy przekształcają się wraz z przyjętym układem współrzędnych (np. jego obrotem).
Biorąc pod uwagę równowagę elementarnego sześcianu i zakładając, że nie występują naprężenia momentowe (dla których uogólnioną teorię sformułowali bracia Cosserat, 1909), dowodzi się, że tensor naprężenia jest symetryczny, to jest: {\displaystyle \sigma _{ij}=\sigma _{ji}.}
Wykorzystując poczynione wcześniej założenia, dla układu kartezjańskiego można zapisać:
{\displaystyle \sigma _{ij}={\begin{bmatrix}\sigma _{x}&\tau _{xy}&\tau _{xz}\\\tau _{yx}&\sigma _{y}&\tau _{yz}\\\tau _{zx}&\tau _{zy}&\sigma _{z}\end{bmatrix}}\quad {}} lub
{\displaystyle \sigma _{ij}={\begin{bmatrix}\sigma _{11}&\sigma _{12}&\sigma _{13}\\\sigma _{21}&\sigma _{22}&\sigma _{23}\\\sigma _{31}&\sigma _{32}&\sigma _{33}\end{bmatrix}},}
gdzie:
{\displaystyle \sigma _{x},\ \sigma _{y},\ \sigma _{z}} – naprężenia normalne,
{\displaystyle \tau _{xy},\ \tau _{xz},\ \tau _{yz}} – naprężenia ścinające (styczne).

## Stany podstawowe
Każdy stan naprężenia można zawsze rozłożyć na dwa stany podstawowe:
Aksjator (tensor kulisty) – stan hydrostatyczny (aksjacyjny) – wywołuje tylko zmianę objętości (gęstości) ciała.
Dewiator – stan czystego ścinania (dewiacyjny) – wywołuje tylko zmianę postaci ciała: sześcian zmienia się w dwuskośny równoległościan bez zmian długości krawędzi.
{\displaystyle {\begin{bmatrix}\sigma _{11}&\sigma _{12}&\sigma _{13}\\\sigma _{21}&\sigma _{22}&\sigma _{23}\\\sigma _{31}&\sigma _{32}&\sigma _{33}\end{bmatrix}}=\underbrace {\begin{bmatrix}\sigma _{0}&0&0\\0&\sigma _{0}&0\\0&0&\sigma _{0}\end{bmatrix}} _{\text{aksjator}}} {\displaystyle {}+\underbrace {\begin{bmatrix}\sigma _{11}-\sigma _{0}&\sigma _{12}&\sigma _{13}\\\sigma _{21}&\sigma _{22}-\sigma _{0}&\sigma _{23}\\\sigma _{31}&\sigma _{32}&\sigma _{33}-\sigma _{0}\end{bmatrix}} _{\text{dewiator}},}
gdzie:
{\displaystyle \sigma _{0}={\frac {\sigma _{11}+\sigma _{22}+\sigma _{33}}{3}}.}

## Niezmienniki stanu naprężenia
Tensor naprężenia, jak każdy tensor drugiego rzędu, ma trzy niezmienniki, czyli wielkości niezależne od układu współrzędnych
{\displaystyle I_{1}=\sigma _{1}+\sigma _{2}+\sigma _{3}=\operatorname {const} ,}
{\displaystyle I_{2}=\sigma _{1}\cdot \sigma _{2}+\sigma _{2}\cdot \sigma _{3}+\sigma _{3}\cdot \sigma _{1}=\operatorname {const} ,}
{\displaystyle I_{3}=\sigma _{1}\cdot \sigma _{2}\cdot \sigma _{3}=\operatorname {const} ,}
w których przez {\displaystyle \sigma _{1},\;\sigma _{2},\;\sigma _{3}} oznaczono naprężenia główne w rozważanym punkcie ciała.